# エスタディオ・ナシオナルの悲劇
エスタディオ・ナシオナルの悲劇（スペイン語: Tragedia del Estadio Nacional）は、1964年5月24日にペルーの首都リマにあるエスタディオ・ナシオナルで行われた東京オリンピック南米予選のペルー代表対アルゼンチン代表戦の際に発生した群集暴徒デモ事件である。この暴徒デモ事件により328人の観客が死亡し（318人とする資料もある）、500人以上が負傷したことからサッカー史上最悪の惨事とも評される。

## 背景

### ペルー情勢
1960年代のペルーはキューバで発生したキューバ革命の影響を受け、共産党の主導による労働争議やデモが多発し、左翼勢力と警察当局は常に衝突を繰り返していた。軍部の支援を受けて1963年に政権に就いたフェルナンド・ベラウンデ・テリー大統領は同年3月に農民による闘争の激化していた7地域を対象に農地改革を実施し有償による農地の再分配を行ったが、アプラ党をはじめとした野党からの反発を受けて頓挫した。こうした中、同年内には南部地域において再び農民による闘争が活発化した。

### オリンピック南米予選
東京オリンピックの南米予選はホーム・アンド・アウェー方式ではなく、1964年5月7日から5月31日まで、ペルーのリマで集中開催される予定だった。2大会連続出場を目指す地元のペルー代表、アルゼンチン代表、ブラジル代表、コロンビア代表、ウルグアイ代表、チリ代表、エクアドル代表の7チームが予選に参加して総当り方式のリーグ戦を行い、上位2チームが日本で行われる本大会へと進出することになっていた。
予選は5月23日の時点で、4試合を消化し勝ち点8（4勝0敗0引分け）のアルゼンチン代表が首位に立ち、3試合を消化し勝ち点5（2勝0敗1引分け）のペルー代表とブラジル代表が追う展開で5月24日の試合を迎えた。

## 経緯
この試合には4万5千人の観客が詰めかけ、ウルグアイ人のアンヘル・エドゥアルド・パソスが主審を務めた。地元のペルー代表は勝ち点で並ぶブラジル代表との直接対決を前に引き分け以上の結果を求められており、試合はペルーが攻勢を仕掛け優位に試合を進めたが、60分にネストール・マンフレディの得点によりアルゼンチン代表が先制した。
そのまま時間が経過し、85分にアルゼンチン代表のアンドレス・ベルトロッティのオウンゴールによりペルー代表が1-1の同点に追いついたかに思われたが、パソス主審はこの得点を無効と判定した。この判定がきっかけとなり場内は騒然とした空気に包まれ、スタンドから1人の男が飛び降りてピッチに侵入して審判を襲撃しようと試みたが、場内警備を担当する警官によって阻止された。
2014年の英国放送協会 (BBC) の報道によれば2人の観客がピッチに侵入し、1人目の男が取り押さえられた後に続いた2人目の男は警察から殴る蹴るなどの激しい暴行を受けたという。BBCによれば、この試合を観戦した人物は「得点を無効と判定されたことよりも、ピッチに侵入した観客への苛烈な対応が観客を刺激し反発を呼んだ」と証言し、大学教授のホルヘ・サラサールは「1960年代に活発化した左翼的政治運動や警察と民衆との間の長年に渡る衝突もあり、多くの観客は警官に対する復讐を望んでいた」と証言している。試合終了まで時間は残されていたが、試合続行は不可能と判断したパソス主審は、この襲撃の直後に終了の笛を鳴らし、アルゼンチン代表の1-0の勝利が決まった。
これにより場内の観客の興奮状態はさらに高まり、観客はパソス主審を罵る台詞を叫びながら跳ね続け、石や座席シートや瓶缶類などを投げ入れるなど、場内の雰囲気は更に深刻さを増した。一部の観客はピッチへなだれこみ、選手更衣室を襲撃しようと試みたため場内警備を担当していたペルーの警察当局は催涙ガスを使用した群集鎮圧に乗り出した。これにより暴徒化した観客は総崩れとなって競技場の出口へと向かい、ガスの煙に巻かれて気を失う観客と、それを押しのけて出口へ向かおうとする観客とが入り混じったパニック状態となり、多数の死傷者を出すことになった。
興奮状態の治まらない観客らは試合後にリマの市街地へと流入して暴徒化、走行中の自動車への放火や商店の破壊活動などを行ったため警官隊が増援され、暴動鎮圧のため発砲も行われた。翌5月25日にも暴徒化した数千人の若者が同競技場を襲撃し、売店からアルコール類を強奪。競技場の事務所内に保存されていたトロフィーを持ち去るために破壊活動を行った。
ペルー政府は5月24日夜、暴動の沈静化のため非常事態宣言を発表し個人の自由行動を制限すると共に、犠牲者を追悼するため1週間の国家服喪を宣言した。ベラウンデ大統領は事故調査のために憲法の保障を30日間停止する措置を下した。また、医療関係者はラジオを通じて緊急事態にあるため全国の医師や看護師に対しリマに集結するように要請した。

### 犠牲者
公式の死者の数は328人と発表されているが、その中には場内警備を担当していた2人の警官も含まれている。事故に関する公式報告書によると犠牲者の死因は窒息や外傷によるものだった。一部メディアはこれらの犠牲者の多くはサッカーの試合の際の暴動と混乱によるものではなく、競技場外での暴動や治安維持にあたった警官の発砲によるものだと証言しているが定かではない。また、死者の数も過少に見積られたものだとする証言もあるが、事故調査を担当したベンハミン・カスタネダ判事はそのことを証明できなかったという。

## 試合
| 1964年5月24日 |

| ペルー | 0 - 1 | アルゼンチン                  |
|        |       | ネストール・マンフレディ 60分 |

| エスタディオ・ナシオナル 観客数: 45.000人 主審: アンヘル・エドゥアルド・パソス（ ウルグアイ） |

|  |  |  |

## 国際社会の反応
国際サッカー連盟 (FIFA)
FIFAは5月25日、事故の犠牲者に対し追悼の意を示すと共に、事故原因の詳細な報告書を提出するように要請した。またFIFAのケリー事務局長は記者からの「ペルー対アルゼンチン戦の再試合を命ずる予定はないのか」との質問に対し「大会組織委員会に一任する」と回答した。

## 対応

### 南米予選
ペルーサッカー連盟は5月24日の事件を受けて予選の継続が可能か検討を行ったが、5月26日以降に予定されていた予選日程の中止を発表。残りの一枠を決めるプレーオフを6月7日にブラジル連邦共和国のリオデジャネイロで行うことになった。プレーオフには勝ち点5の成績で並ぶペルー代表とブラジル代表が出場することとなり、4-0と大勝したブラジル代表がオリンピックへの出場権を獲得した。
1964年5月25日時点の成績
| チーム       | 試合 | 勝利 | 引分 | 敗戦 | 得点 | 失点 | 得失差 | 勝点 |
| ------------ | ---- | ---- | ---- | ---- | ---- | ---- | ------ | ---- |
| アルゼンチン | 5    | 5    | 0    | 0    | 11   | 1    | +10    | 10   |
| ブラジル     | 3    | 2    | 1    | 0    | 6    | 2    | +4     | 5    |
| ペルー       | 4    | 2    | 1    | 1    | 6    | 2    | +4     | 5    |
| コロンビア   | 6    | 1    | 2    | 3    | 6    | 10   | -4     | 4    |
| ウルグアイ   | 5    | 0    | 3    | 2    | 3    | 7    | -4     | 3    |
| チリ         | 4    | 1    | 1    | 2    | 2    | 6    | -4     | 3    |
| エクアドル   | 5    | 0    | 2    | 3    | 4    | 10   | -6     | 2    |

### 処分
ペルー警察当局は、ペルー代表対アルゼンチン代表の試合においてピッチに侵入して審判を襲撃したことにより、その後の惨事のきっかけを作った男を逮捕した。男はボンバ（スペイン語: Bomba、爆弾の意）の異名を持つ、サッカーの試合においてなんらかのトラブルが発生するたびに審判や選手を襲撃することで有名な人物だった。
競技場内で暴動が発生した際に催涙ガスの使用を命じた警備責任者のホルヘ・アサンブハは禁固2年6か月、事故調査を担当したベンハミン・カスタネダ判事は報告書の提出が遅れた点や、328人の検死に携わることが出来なかった点を問題視され罰金が科せられた。

## その後
事故現場となったエスタディオ・ナシオナルでは、事故の影響により試合開催を見合わせていたが、2か月後の7月25日に再開された。その際、試合開始に先立って選手たちから1分間の黙祷が捧げられた。
この事故を受けて同競技場の収容人数は5万3千人から4万2千人に削減されたが、2004年にコパ・アメリカ2004が開催された際には収容人数を4万7千人に拡張した。
2014年5月24日、ペルー・スポーツ協会 (IPD) の主催によりリマ市内の大聖堂で50周年の追悼ミサが行われ、枢機卿のフアン・ルイス・シプリアーニらが出席した。IPD会長のフランシスコ・ボサ・ディボスは「この悲劇はペルーだけでなく世界中が悲しんでいる。これ以上、こうした問題が起こってはならない」との暴力を拒絶する声明を発表した。
また、ペルーのサッカー史上に残る選手の一人であり、試合の際に選手として出場していたエクトル・チュンピタスは事故から50周年を迎えるにあたり「ピッチ侵入者を平和的な解決方法で排除できれば問題はなかったが、なにか特別な方策が存在しただろうか。私には分からない」「私の選手キャリアにおいて最も悲しむべき出来事であり今でも記憶に残っている。人々は娯楽を享受するために競技場を訪れるが、多くの人々が犠牲となった」と語った。